# John Henninger Reagan

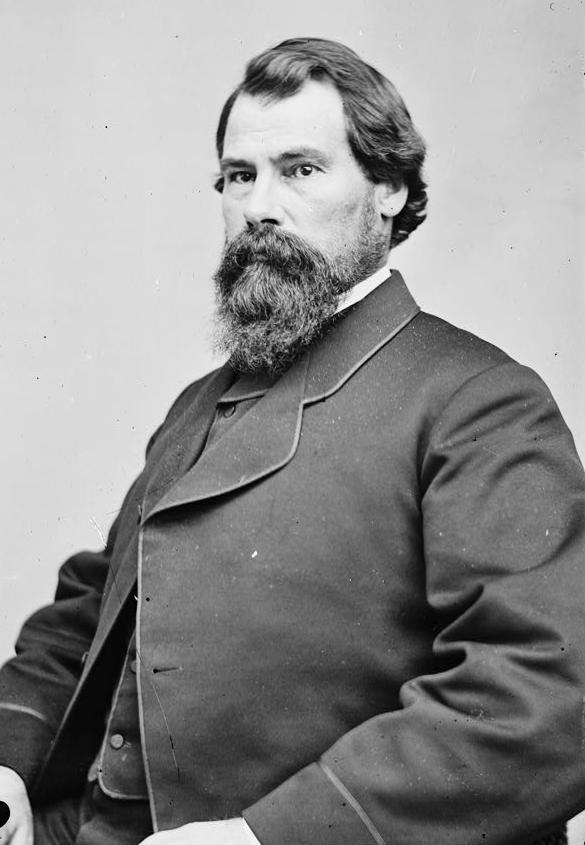
John Henninger Reagan

John Henninger Reagan (Sevier County (Tennessee), 8 oktober 1818 - Palestine (Texas), 6 maart 1905), was een Amerikaans politicus. Hij geldt als een van de voornaamste Texaanse politici van de 19de eeuw.

## Levensloop

### Opleiding en vroege carrière
John Henninger Reagan werd op 8 oktober 1818 in wat tegenwoordig de stad Gatlinburg is, in de staat Tennessee geboren. Zijn vader was Timothy Richard Reagen (1797-1846) en zijn eerste vrouw Elisabeth Lusk (1799-1831). Hij bezocht scholen in Tennessee, zoals de Nancy Academy, Boyd's Creek Academy en Maryville Seminar. Hierna was hij een tijdlang opzichter van een plantage in Natchez, Mississippi om zich uiteindelijk in de onafhankelijke Republiek Texas te vestigen. Hij nam dienst in het leger van Texas en vocht tegen de Cherokee. Hierna was hij van 1839 tot 1843 inspecteur van openbaar landbezit in Texas.
John Henninger Reagan was nadien boer in Kaufman County (tot 1851) en studeerde hij rechten (1844-1846). In 1846 opende hij een advocatenpraktijk in Buffalo. In datzelfde jaar werd hij gekozen tot probate judge (een rechter op het gebied van onroerend goed) van Henderson County. Van 1852 tot 1857 was hij districtsrechter van Palestine.

### Politieke carrière
John Henninger Reagan sloot zich na de aansluiting van Texas bij de Verenigde Staten in 1846 aan bij de Democratische Partij (Democratic Party). In 1847 werd hij in het Huis van Afgevaardigden van Texas gekozen. In 1849 werd hij echter niet herkozen, maar in 1852 werd hij als tegenstander van de Amerikaanse Partij (Know Nothing Party) in het Huis van Afgevaardigden van de Verenigde Staten van Amerika gekozen. Hij bleef tot de afscheiding van Texas van de VS in 1861 lid van het Huis van Afgevaardigden. Als afgevaardigde betoonde hij zich gematigd als het ging om het slavenvraagstuk en de rechten van de staten (States' rights).

### Amerikaanse Burgeroorlog
Reagan was tegenstander van secessie van Texas van de Verenigde Staten van Amerika, maar toen deze een feit nam hij op 15 januari 1861 als lid van het Huis van Afgevaardigden ontslag en keerde hij naar Texas terug. Op 31 januari 1861 nam hij deel aan een secessiebijeenkomst in Austin en sprak hij zich openlijk uit voor de afscheiding van Texas. Op 1 februari 1861 scheidde Texas zich officieel van de VS af en de staat sloot zich aan bij de nieuw gevormde Geconfedereerde Staten van Amerika. Reagan werd in het Voorlopig Congres van de Geconfedereerde Staten van Amerika (Congress of the Confederate States of America).
Op 6 maart 1861 werd Reagan door president Jefferson Davis benoemd tot minister van Posterijen (Postmaster General) van de CSA. Opvallend is dat het ministerie van Posterijen van de VS nog tot 1 juni 1861 - ruim nadat de Amerikaanse Burgeroorlog tussen de CSA en de VS was begonnen - de post voor de CSA bleef verzorgen.
Reagan was een capabel minister en hij was ook de enige minister van de CSA die tot het einde van de Amerikaanse Burgeroorlog in mei 1865 op zijn post bleef. Het ministerie van Posterijen was het enige ministerie van de CSA dat optimaal functioneerde. In 1861 was het ministerie van Posterijen dat al zes weken na de stichting van de Geconfedereerde Staten volledig in bedrijf was. Reagans ijver viel ook de president van de CSA, Jefferson Davis, op en Reagan werd een van de invloedrijkste ministers. Als minister van Posterijen zorgde hij ervoor dat de post efficiënt werd bezorgd. In de CSA werd zo veel mogelijk post per trein bezorgd en dwong tegelijk de spoorwegen hun tarieven voor het vervoer van de post omlaag te brengen. Daarnaast hief Reagan niet-rendabele wegen die voor het postbezorgen werden gebruikt, op.
Tijdens de oorlog was Reagan het enige kabinetslid dat gekant was tegen generaal Robert E. Lee's offensief in Pennsylvania in juni-juli 1863. Reagan was juist voorstander van het zenden van troepen naar Vicksburg, Mississippi om het Geconfedereerde verdedigers van die stad van nieuwe soldaten te voorzien. Hieruit bleek dat Reagan een groot militair inzicht bezat: steun aan de verdedigers van Vicksburg zou uiteindelijk kunnen leiden tot behoud van die stad die uiteindelijk in handen van de Unie viel. Davis hechtte waarde aan Reagans opinie, maar na lang overleg ging het kabinet over tot steun aan generaal Lee. Uiteindelijk kwam Vicksburg in Unionistische handen en versloeg generaal George Meade de troepen van Lee bij Gettysburg, Pennsylvania.
Op 27 april 1865 benoemde Davis Reagan tevens tot minister van Financiën (Secretary of the Treasury) als opvolger van George A. Trenholm. Reagan bleef maar kort minister van Financiën: in mei 1865 waren de CSA door de VS verslagen.
Op 28 april 1865 besloot president Davis Richmond, Virginia, de hoofdstad van de Confederatie te verlaten en zuidwaarts te trekken. Reagan vergezelde de president op zijn tocht door North- en South Carolina. Op 10 mei werden Davis, Reagan en de Texaanse oud-gouverneur Francis Lubbock bij Irwinville in de staat Georgia door soldaten van de VS gearresteerd.

### Gevangenschap en naoorlogse carrière

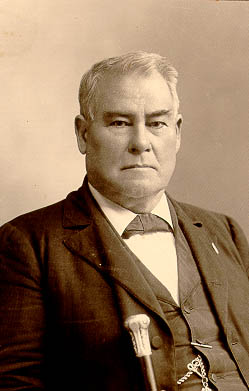
John Henninger Reagan op latere leeftijd

Reagan werd samen met vicepresident van de CSA Alexander Stephens vastgehouden in Fort Warren bij Boston in de staat Massachusetts. Op 11 augustus 1865 stuurde hij een open brief aan zijn mede-Texanen waarin hij hen opriep samen te werken met de Unie, het herroepen van secessieconventie, de vrijlating van de slaven en de stemrecht voor slaven. Vrijwillige samenwerking met de Unie zou er volgens hem toe kunnen leiden dat Texas militair bestuur zou worden gespaard. De open brief viel slecht bij de Texanen. Later dat jaar werd Reagan vrijgelaten en vestigde hij zich in Palestine. Hij hervatte zijn werkzaamheden als advocaat. Later ging hij opnieuw de politiek in en was betrokken bij de succesvolle verwijdering van de republikeinse Texaanse gouverneur Edmund J. Davis, die misbruik maakte van zijn macht door gewoon aan te blijven terwijl zijn ambtstermijn was verlopen en de democraat Richard Cook als zijn opvolger was gekozen.
Dankzij zijn inzet voor de verwijdering van Davis, steeg de populariteit van Reagan en werd hij opnieuw in het Huis van Afgevaardigden van de Verenigde Staten gekozen. Van 4 maart 1875 tot 3 maart 1887 vertegenwoordigde hij het 1ste district van Texas in het Amerikaanse Congres. In 1875 werd hij tevens gekozen in de grondwetgevende vergadering van Texas. Deze vergadering stelde een nieuwe grondwet voor de staat Texas op. Van 4 maart 1887 tot 10 juni 1891 was hij lid van de Amerikaanse Senaat. Hij nam als senator ontslag om voorzitter te worden van de Texaanse Spoorwegcommissie (Railroad Commission of Texas), een functie waarvoor zijn vriend, gouverneur James Stephen "Jim" Hogg. Reagan was tot 1903 voorzitter van de Spoorwegcommissie.
Reagan was naast zijn politieke werkzaamheden oprichter van de Texaanse Staats Historische Vereniging (Texas State Historical Association) en nam deel aan veteranenbijeenkomsten van oud-Geconfedereerde militairen. Hij schreef zijn memoires, With Special Reference to Secession and the Civil War, welke in zijn sterfjaar 1905 verschenen.
John Henninger Reagan overleed op 86-jarige leeftijd, op 6 maart 1905 in Palestine, Anderson County. Reagan was het laatste overlevende kabinetslid van de CSA.

## Huwelijken en kinderen
John Henninger Reagan is driemaal getrouwd geweest: Op 19 april 1844 trad hij in het huwelijk met de weduwe en moeder van vier kinderen, Martha Music. Na haar overlijden in 1847 trouwde hij op 23 december 1852 met Ewina Moss Nelms, bij wie hij zes kinderen kreeg. Na haar dood trouwde hij op 31 mei 1865 voor de derde keer, nu met Molly Ford Taylor (geb. 1847), bij wie hij drie kinderen kreeg.